# Кубок Европейской конфедерации волейбола среди женщин 1992/1993
13-й розыгрыш Кубка Европейской конфедерации волейбола (ЕКВ) среди женщин проходил с 3 октября 1992 по 21 февраля 1993 года с участием 42 клубных команд из 26 стран-членов Европейской конфедерации волейбола. Победителем турнира стала итальянская команда «Колли Аньене» (Рим).

## Команды-участницы
| Страна             | Команда                           |
| ------------------ | --------------------------------- |
| Австрия            | «Шпаркассе» (Клагенфурт)          |
| Армения            | «Аракс» (Армавир)                 |
| Белоруссия         | «Веснянка» (Гродно)               |
| Бельгия            | «Темсе» (Темсе)                   |
| Бельгия            | «Херманс» (Вервик)                |
| Венгрия            | «Вашаш» (Будапешт)                |
| Венгрия            | «Эгер» (Эгер)                     |
| Германия           | «Тюбинген» (Тюбинген)             |
| Германия           | «Фойербах» (Штутгарт)             |
| Греция             | «Зириниос» (Кифисья)              |
| Греция             | «Ионикос» (Неа-Филаделфия)        |
| Израиль            | «Хакирьятим» (Кирьят-Хаим)        |
| Испания            | «Аманесер Алькоркон» (Алькоркон)  |
| Испания            | «Мурсия» (Мурсия)                 |
| Италия             | «Колли Аньене» (Рим)              |
| Италия             | «Орлон-ГЕАС» (Сесто-Сан-Джованни) |
| Литва              | «Банга» (Каунас)                  |
| Литва              | «Швесия» (Вильнюс)                |
| Люксембург         | «Бертранж» (Бертранж)             |
| Нидерланды         | «Бревок» (Бреда)                  |
| Норвегия           | «Фюллинген» (Берген)              |
| Польша             | «БКС Сталь» (Бельско-Бяла)        |
| Польша             | «Сталь» (Мелец)                   |
| Португалия         | «Сан-Мигел Асорес» (Сан-Мигел)    |
| Португалия         | «Спортинг» (Лиссабон)             |
| Россия             | ЧМС (Челябинск)                   |
| Россия             | «Юнезис» (Екатеринбург)           |
| Румыния            | «Брэила» (Брэила)                 |
| Румыния            | «Фларош» (Бухарест)               |
| Словения           | «Абас-Трейд» (Целе)               |
| Словения           | «Тилия» (Кочевье)                 |
| Турция             | «Гюнеш Сигорта» (Стамбул)         |
| Турция             | «Эджзаджибаши» (Стамбул)          |
| Украина            | «Краян» (Одесса)                  |
| Украина            | «Локомотив» (Днепропетровск)      |
| Финляндия          | «Валкеалан Кайо» (Валкеакоски)    |
| Финляндия          | «Кориан Понси» (Коувола)          |
| Франция            | «Кламар» (Кламар)                 |
| Франция            | «Расинг Клуб де Канн» (Канны)     |
| Хорватия           | «Пула» (Пула)                     |
| Чехословакия       | «Оломоуц» (Оломоуц)               |
| Чехословакия/Чехия | «Славия» (Прага)                  |
| Швейцария          | «Женев-Элит» (Женева)             |
| Швейцария          | «Уни» (Базель)                    |

## Система проведения розыгрыша
Во всех стадиях турнира применяется система плей-офф, то есть команды делятся на пары и проводят между собой по два матча с разъездами. Победителем пары выходит команда, одержавшая две победы. В случае равенства побед победителем становится команда, имеющая лучшее соотношение партий по сумме обоих матчей. В случае равенства и этого показателя в дальнейшую стадию плей-офф выходит команда, имеющая лучшее соотношение игровых очков (мячей) по сумме матчей.
В двух первых раундах плей-офф приняли участие 38 команд. 12 победителей пар 2-го раунда выходят в 1/8 финала, где к ним присоединяются 4 команды, освобождённые от участия в стартовых раундах. 
8 команд-участниц четвертьфинала плей-офф определяют четырёх участников финального этапа.
Финальный этап состоит из предварительного раунда, полуфинала и двух финалов (за 3-е и 1-е места).

## 1-й раунд
3.10/ 10.10.1992
 «Оломоуц» —  «Пула»
3 октября. 3:0 (15:13, 15:7, 15:13).
10 октября. 3:0 (15:10, 16:14, 15:9).
 «Абас-Трейд» (Целе) —  «Фларош» (Бухарест)
3 октября. 0:3 (10:15, 14:16, 4:15).
10 октября. 0:3 (2:15, 6:15, 5:15).
 «Бревок» (Бреда) —  «Херманс» (Вервик)
3 октября. 1:3 (11:15, 15:13, 9:15, 2:15).
10 октября. 0:3 (10:15, 4:15, 3:15).
 «Банга» (Каунас) —  «Валкеалан Кайо» (Валкеакоски)
3 октября. 1:3 (15:12, 8:15, 2:15, 12:15).
10 октября. 0:3 (3:15, 6:15, 7:15).
 «Хакирьятим» (Кирьят-Хаим) —  «Брэила»
3 октября. 1:3 (9:15, 3:15, 15:12, 4:15).
10 октября. 0:3 (4:15, 2:15, 6:15).
 «Женев-Элит» (Женева) —  «Веснянка» (Гродно)
3 октября. 3:0 (15:11, 15:8, 17:16).
4 октября. 3:1 (14:16, 15:4, 15:5, 15:12). Оба матча прошли в Женеве.
 «Гюнеш Сигорта» (Стамбул) —  «Краян» (Одесса)
3 октября. 1:3 (6:15, 15:7, 13:15, 6:15).
10 октября. 0:3 (13:15, 7:15, 10:15).
 «Сталь» (Мелец) —  «Швесия» (Вильнюс)
3 октября. 3:0 (15:0, 15:3, 15:3).
10 октября. 3:0 (15:3, 15:2, 15:1).
 «Юнезис» (Екатеринбург) —  «Аракс» (Армавир)
Отказ «Аракса».
 «Кориан Понси» (Коувола) —  «Фюллинген» (Берген)
Отказ «Фюллингена».
 «Сан-Мигель Асорес» (Сан-Мигель) —  «Аманесер Алькоркон» (Алькоркон)
3 октября. 3:2 (13:15, 15:13, 7:15, 15:7, 17:15).
10 октября. 0:3 (4:15, 8:15, 7:15).
 «Бертранж» —  «Уни» (Базель)
3 октября. 0:3 (0:15, 5:15, 6:15).
10 октября. 0:3 (0:15, 4:15, 2:15).
 «Вашаш» (Будапешт) —  «Ионикос» (Неа-Филаделфия)
3 октября. 3:0 (17:15, 15:3, 15:6).
10 октября. 1:3 (17:16, 4:15, 1:15, 9:15).
 «Кламар» —  «Шпаркассе» (Клагенфурт)
3 октября. 3:0 (15:7, 15:6, 15:9).
10 октября. 3:2 (15:8, 3:15, 15:10, 11:15, 15:12).
 «Тилия» (Кочевье) —  «Локомотив» (Днепропетровск)
3 октября. 0:3 (7:15, 2:15, 6:15).
10 октября. 0:3 (8:15, 1:15, 3:15).
 «Тюбинген» —  «Спортинг» (Лиссабон)
3 октября. 3:0 (15:8, 15:8, 15:8).
10 октября. 3:0 (15:8, 15:8, 15:8).
От участия в первом раунде освобождены:
| «Темсе» «Эгер» «Зириниос» (Кифисья) «Орлон-ГЕАС» (Сесто-Сан-Джованни) | «БКС Сталь» (Бельско-Бяла) ЧМС (Челябинск) «Расинг Клуб де Канн» (Канны) «Славия» (Прага) |

## 2-й раунд
7.11/ 14.11. 1992
 «Фларош» (Бухарест) —  «Оломоуц»
7 ноября. 1:3 (11:15, 16:14, 7:15, 10:15).
14 ноября. 0:3 (9:15, 14:16, 8:15).
 «Славия» (Прага) —  «Херманс» (Вервик)
7 ноября. 3:0 (15:6, 15:11, 15:2).
14 ноября. 3:1 (15:2, 4:15, 15:6, 15:10).
 «БКС Сталь» (Бельско-Бяла) —  «Валкеалан Кайо» (Валкеакоски)
7 ноября. 0:3 (8:15, 13:15, 3:15).
14 ноября. 3:1 (15:10, 15:5, 8:15, 15:10).
 «Женев-Элит» (Женева) —  «Брэила»
7 ноября. 3:0 (15:3, 16:14, 15:13).
14 ноября. 0:3 (1:15, 14:16, 12:15). Соотношение игровых очков — 73:76.
 «Эгер» —  «Краян» (Одесса)
7 ноября. 3:0 (15:10, 15:7, 15:11).
14 ноября. 3:1 (9:15, 15:10, 17:16, 15:9).
 «Сталь» (Мелец) —  «Расинг Клуб де Канн» (Канны)
7 ноября. 1:3 (7:15, 10:15, 16:14, 9:15).
14 ноября. 3:0 (15:12, 17:15, 15:11).
 «Юнезис» (Екатеринбург) —  «Кориан Понси» (Коувола)
7 ноября. 3:0 (15:12, 16:14, 15:1).
14 ноября. 3:1 (15:6, 13:15, 15:4, 15:2).
 «Уни» (Базель) —  «Аманесер Алькоркон» (Алькоркон)
7 ноября. 2:3 (5:15, 10:15, 15:5, 15:7, 12:15).
14 ноября. 1:3 (15:13, 8:15, 5:15, 9:15).
 «Вашаш» (Будапешт) —  «Кламар»
7 ноября. 3:1 (15:12, 9:15, 15:3, 15:6).
14 ноября. 1:3 (14:16, 15:10, 8:15, 16:17). Соотношение игровых очков — 107:94.
 «Орлон-ГЕАС» (Сесто-Сан-Джованни) —  «Локомотив» (Днепропетровск)
7 ноября. 3:0 (15:5, 15:11, 15:3).
8 ноября. 3:0 (15:10, 15:9, 15:8). Оба матча прошли в Сесто-Сан-Джованни.
 «Тюбинген» —  ЧМС (Челябинск)
7 ноября. 1:3 (14:16, 15:7, 12:15, 11:15).
8 ноября. 3:1 (15:7, 7:15, 15:12, 15:9). Соотношение игровых очков — 104:96. Оба матча прошли в Тюбингене.
 «Темсе» —  «Зириниос» (Кифисья)
7 ноября. 3:0 (15:11, 15:9, 15:3).
14 ноября. 3:2 (15:5, 13:15, 6:15, 15:4, 15:7).
От участия в двух первых раундах освобождены:
| «Фойербах» (Штутгарт) «Мурсия» «Колли Аньене» (Рим) «Эджзаджибаши» (Стамбул) | «Теодора» (Равенна) ЦСКА (Москва) «Вакыфбанк» (Анкара) «Олимп» (Прага) |

## 1/8 финала
декабрь 1992
 «Оломоуц» —  «Колли Аньене» (Рим)
12 декабря. 0:3 (10:15, 7:15, 7:15).
13 декабря. 0:3 (7:15, 4:15, 5:15).
 «Славия» (Прага) —  «Валкеалан Кайо» (Валкеакоски)
12 декабря. 3:0 (15:12, 15:4, 15:8).
13 декабря. 3:2 (15:8, 10:15, 15:11, 13:15, 16:14).
 «Брэила» —  «Эджзаджибаши» (Стамбул)
5 декабря. 1:3 (8:15, 15:13, 10:15, 14:16).
12 декабря. 0:3 (4:15, 7:15, 7:15).
 «Эгер» —  «Сталь» (Мелец)
5 декабря. 3:2 (15:17, 15:11, 15:8, 12:15, 21:19).
12 декабря. 3:2 (12:15, 11:15, 15:13, 15:5, 15:12).
 «Юнезис» (Екатеринбург) —  «Аманесер Алькоркон» (Алькоркон)
Отказ «Аманесера Алькоркона».
 «Мурсия» —  «Вашаш» (Будапешт)
6 декабря. 3:1 (15:8, 15:17, 16:14, 15:10).
13 декабря. 0:3 (7:15, 10:15, 12:15).
 «Орлон-ГЕАС» (Сесто-Сан-Джованни) —  «Тюбинген»
5 декабря. 3:0 (15:3, 15:11, 15:8).
13 декабря. 3:1 (15:8, 15:6, 2:15, 15:12).
 «Фойербах» (Штутгарт) —  «Темсе»
5 декабря. 3:0 (15:4, 15:1, 15:3).
12 декабря. 3:1 (15:12, 15:6, 16:17, 15:7).

## Четвертьфинал
январь 1993
 «Славия» (Прага) —  «Колли Аньене» (Рим)
20 января. 0:3 (10:15, 4:15, 5:15).
27 января. 0:3 (5:15, 12:15, 14:16).
 «Эгер» —  «Эджзаджибаши» (Стамбул)
20 января. 1:3 (15:11, 6:15, 13:15, 9:15).
27 января. 0:3 (12:15, 5:15, 6:15).
 «Вашаш» (Будапешт) —  «Юнезис» (Екатеринбург)
20 января. 0:3 (4:15, 4:15, 4:15).
21 января. 0:3 (11:15, 5:15, 5:15).
 «Фойербах» (Штутгарт) —  «Орлон-ГЕАС» (Сесто-Сан-Джованни)
20 января. 2:3 (4:15, 16:14, 15:4, 14:16, 16:18).
27 января. 2:3 (15:11, 16:14, 4:15, 13:15, 9:15).

## Финал четырёх
19—21 февраля 1993.  Стамбул.
Участники:
 «Эджзаджибаши» (Стамбул)

 «Колли Аньене» (Рим)

 «Орлон-ГЕАС» (Сесто-Сан-Джованни)

 «Юнезис» (Екатеринбург)

### Предварительный раунд
19 февраля
 «Колли Аньене» —  «Орлон-ГЕАС»
3:2 (15:4, 5:15, 15:13, 10:15, 15:12).
 «Эджзаджибаши» —  «Юнезис»
3:1 (15:17, 15:11, 15:13, 15:10).

### Полуфинал
20 февраля
 «Колли Аньене» —  «Юнезис»
3:0 (15:12, 15:10, 17:15).
 «Эджзаджибаши» —  «Орлон-ГЕАС»
3:1 (11:15, 17:15, 15:12, 15:9).

### Матч за 3-е место
21 февраля
 «Юнезис» —  «Орлон-ГЕАС»
3:1 (16:14, 16:17, 15:11, 15:11).

### Финал
21 февраля
 «Колли Аньене» —  «Эджзаджибаши»
3:1 (15:10, 2:15, 15:9, 15:1).

### Итоги

#### Положение команд
| «Колли Аньене» (Рим)                 |
| «Эджзаджибаши» (Стамбул)             |
| «Юнезис» (Екатеринбург)              |
| 4. «Орлон-ГЕАС» (Сесто-Сан-Джованни) |